# یواس‌اس پاندرا (ای‌پی‌ای-۱۹۱)
یواس‌اس پاندرا (ای‌پی‌ای-۱۹۱) (به انگلیسی: USS Pondera (APA-191)) یک کشتی بود که طول آن ۴۵۵ فوت ۰ اینچ (۱۳۸٫۶۸ متر) بود. این کشتی در سال ۱۹۴۴ ساخته شد.